# Hilti
Hilti Corporation ("Hilti Aktiengesellschaft" ali "Hilti AG") je proizvajalec orodja s sedežem v Schaanu, Lihtenštajn. Podjetje sta ustanovila Martin in Eugen Hilti leta 1941.Hilti proizvaja električna in akumulatorska orodja, vrtalnike, žage, laserske livele in drugo orodje. 